# Tranquilino Garcete
Tranquilino (Tranquillo) Garcete (1907 - ?) – piłkarz paragwajski, lewy pomocnik.
Jako piłkarz klubu Club Libertad był w kadrze narodowej na pierwsze mistrzostwa świata w 1930 roku, gdzie Paragwaj odpadł w fazie grupowej. Garcete zagrał tylko w jednym meczu - z Belgią.
Nigdy nie wziął udziału w turnieju Copa América.